# Фридрихсхольм
Фридрихсхольм (нем. Friedrichsholm) — община в Германии, в земле Шлезвиг-Гольштейн. 
Входит в состав района Рендсбург-Экернфёрде. Подчиняется управлению Хонер Харде.  Население составляет 403 человека (на 31 декабря 2010 года). Занимает площадь 7,13 км².